# Ophiomastix marshallensis
Ophiomastix marshallensis is een slangster uit de familie Ophiocomidae.
De wetenschappelijke naam van de soort werd in 1978 gepubliceerd door D.M. Devaney.